# 1. Bundesliga 1982-83
La Fußball-Bundesliga 1982/83 fue la 20.ª temporada de la Bundesliga, liga de fútbol de primer nivel de Alemania Federal. Comenzó el 17 de agosto de 1982 y finalizó el 6 de junio de 1983.

## Equipos participantes
| Equipo                   | Ciudad             | Estadio                  | Capacidad |
| ------------------------ | ------------------ | ------------------------ | --------- |
| Arminia Bielefeld        | Bielefeld          | Stadion Alm              | 35.000    |
| Bayer Leverkusen         | Leverkusen         | Ulrich-Haberland-Stadion | 20.000    |
| Bayern de Múnich         | Múnich             | Olympiastadion de Múnich | 80.000    |
| VfL Bochum               | Bochum             | Ruhrstadion              | 40.000    |
| Borussia Dortmund        | Dortmund           | Westfalenstadion         | 54.000    |
| Borussia Mönchengladbach | Mönchengladbach    | Bökelbergstadion         | 34.500    |
| FC Colonia               | Colonia            | Müngersdorf Stadion      | 61.000    |
| Eintracht Braunschweig   | Brunswick          | Eintracht-Stadion        | 38.000    |
| Eintracht Frankfurt      | Frankfurt del Main | Waldstadion              | 62.000    |
| Fortuna Düsseldorf       | Düsseldorf         | Rheinstadion             | 59.600    |
| Hamburgo SV              | Hamburgo           | Volksparkstadion         | 80.000    |
| Hertha Berlín            | Berlín Occidental  | Olympiastadion de Berlín | 100.000   |
| 1. FC Kaiserslautern     | Kaiserslautern     | Stadion Betzenberg       | 42.000    |
| Karlsruher SC            | Karlsruhe          | Wildparkstadion          | 50.000    |
| 1. FC Núremberg          | Núremberg          | Städtisches Stadion      | 64.238    |
| FC Schalke 04            | Gelsenkirchen      | Parkstadion              | 70.000    |
| VfB Stuttgart            | Stuttgart          | Neckarstadion            | 72.000    |
| Werder Bremen            | Bremen             | Weserstadion             | 32.000    |

### Relevos
| Pos  | Descendidos de 1. Bundesliga |
| ---- | ---------------------------- |
| 17.º | SV Darmstadt 98              |
| 18.º | MSV Duisburgo                |

| Pos | Ascendidos de 2. Bundesliga |
| --- | --------------------------- |
| 1.º | FC Schalke 04               |
| 2.º | Hertha Berlín               |

## Clasificación
| Pos. | Equipo                   | Pts. | PJ | G  | E  | P  | GF | GC | Dif. | Clasificación                                |
| ---- | ------------------------ | ---- | -- | -- | -- | -- | -- | -- | ---- | -------------------------------------------- |
| 1    | Hamburgo SV (C)          | 52   | 34 | 20 | 12 | 2  | 79 | 33 | +46  | Clasificado a la Copa de Campeones de Europa |
| 2    | Werder Bremen            | 52   | 34 | 23 | 6  | 5  | 73 | 38 | +35  | Clasificado a la Copa de la UEFA             |
| 3    | VfB Stuttgart            | 48   | 34 | 20 | 8  | 6  | 80 | 47 | +33  | Clasificado a la Copa de la UEFA             |
| 4    | Bayern de Múnich         | 44   | 34 | 17 | 10 | 7  | 74 | 33 | +41  | Clasificado a la Copa de la UEFA             |
| 5    | FC Colonia               | 43   | 34 | 17 | 9  | 8  | 69 | 42 | +27  | Clasificado a la Recopa de Europa            |
| 6    | 1. FC Kaiserslautern     | 41   | 34 | 14 | 13 | 7  | 57 | 44 | +13  | Clasificado a la Copa de la UEFA             |
| 7    | Borussia Dortmund        | 39   | 34 | 16 | 7  | 11 | 78 | 62 | +16  |                                              |
| 8    | Arminia Bielefeld        | 31   | 34 | 12 | 7  | 15 | 46 | 71 | −25  |                                              |
| 9    | Fortuna Düsseldorf       | 30   | 34 | 11 | 8  | 15 | 63 | 75 | −12  |                                              |
| 10   | Eintracht Frankfurt      | 29   | 34 | 12 | 5  | 17 | 48 | 57 | −9   |                                              |
| 11   | Bayer Leverkusen         | 29   | 34 | 10 | 9  | 15 | 43 | 66 | −23  |                                              |
| 12   | Borussia Mönchengladbach | 28   | 34 | 12 | 4  | 18 | 68 | 63 | +5   |                                              |
| 13   | VfL Bochum               | 28   | 34 | 8  | 12 | 14 | 43 | 49 | −6   |                                              |
| 14   | 1. FC Núremberg          | 28   | 34 | 11 | 6  | 17 | 44 | 70 | −26  |                                              |
| 15   | Eintracht Braunschweig   | 27   | 34 | 8  | 11 | 15 | 42 | 65 | −23  |                                              |
| 16   | FC Schalke 04 (D)        | 22   | 34 | 8  | 6  | 20 | 48 | 68 | −20  | Clasificado a la promoción de permanencia    |
| 17   | Karlsruher SC (D)        | 21   | 34 | 7  | 7  | 20 | 39 | 86 | −47  | Descenso a la 2. Bundesliga                  |
| 18   | Hertha Berlín (D)        | 20   | 34 | 5  | 10 | 19 | 43 | 67 | −24  | Descenso a la 2. Bundesliga                  |

 Fuente: BDFutbol
| Bundesliga                    |
|                               |
| Campeón Hamburgo SV 3º título |

## Resultados
| Local \ Visitante        | ARM  | BAL | BAY | BOC | BOD | BOM | COL | EBR | EFR | FOR | HAM | HER | KAI | KAR | NUR | SCH | STU | WER |
| ------------------------ | ---- | --- | --- | --- | --- | --- | --- | --- | --- | --- | --- | --- | --- | --- | --- | --- | --- | --- |
| Arminia Bielefeld        | —    | 0–2 | 2–4 | 1–1 | 1–0 | 4–2 | 2–0 | 2–0 | 2–1 | 2–1 | 2–0 | 2–1 | 2–2 | 5–1 | 3–0 | 3–2 | 2–2 | 1–2 |
| Bayer Leverkusen         | 0–1  | —   | 1–1 | 1–0 | 1–2 | 3–2 | 0–0 | 1–0 | 1–1 | 3–3 | 0–1 | 2–1 | 0–0 | 3–1 | 1–0 | 3–1 | 0–3 | 1–1 |
| Bayern de Múnich         | 5–0  | 5–0 | —   | 3–0 | 3–0 | 3–1 | 0–1 | 1–1 | 4–0 | 1–0 | 2–2 | 4–0 | 0–1 | 6–1 | 1–0 | 0–1 | 4–0 | 1–1 |
| VfL Bochum               | 1–1  | 3–2 | 0–0 | —   | 2–2 | 3–1 | 0–0 | 0–2 | 1–2 | 3–1 | 1–1 | 4–0 | 1–1 | 0–1 | 6–0 | 2–1 | 2–2 | 1–2 |
| Borussia Dortmund        | 11–1 | 3–3 | 4–4 | 3–1 | —   | 4–6 | 2–0 | 3–2 | 4–1 | 1–2 | 1–3 | 2–1 | 4–0 | 4–3 | 4–0 | 2–0 | 1–1 | 0–0 |
| Borussia Mönchengladbach | 3–0  | 3–1 | 0–0 | 3–1 | 2–3 | —   | 1–4 | 3–0 | 3–1 | 5–0 | 1–1 | 3–1 | 4–2 | 5–0 | 1–2 | 0–0 | 1–4 | 1–2 |
| FC Colonia               | 1–0  | 4–1 | 2–0 | 4–1 | 2–2 | 2–1 | —   | 3–1 | 2–2 | 4–0 | 1–1 | 3–2 | 3–0 | 4–1 | 5–2 | 2–1 | 1–2 | 2–1 |
| Eintracht Braunschweig   | 3–0  | 1–3 | 1–1 | 0–2 | 0–0 | 0–0 | 2–2 | —   | 1–0 | 2–1 | 2–4 | 1–0 | 1–1 | 5–1 | 2–2 | 1–1 | 1–2 | 3–1 |
| Eintracht Frankfurt      | 2–1  | 5–0 | 1–0 | 0–1 | 3–1 | 3–0 | 3–0 | 0–1 | —   | 2–2 | 1–1 | 3–1 | 2–2 | 2–0 | 3–0 | 3–2 | 3–0 | 0–1 |
| Fortuna Düsseldorf       | 2–0  | 4–0 | 3–5 | 2–0 | 2–3 | 2–1 | 2–6 | 5–0 | 5–1 | —   | 0–6 | 1–1 | 2–1 | 4–3 | 3–1 | 3–1 | 1–1 | 2–5 |
| Hamburgo SV              | 3–1  | 3–0 | 1–1 | 0–0 | 5–0 | 4–3 | 2–1 | 4–0 | 3–0 | 2–0 | —   | 1–1 | 1–1 | 4–0 | 3–0 | 6–2 | 2–0 | 1–1 |
| Hertha Berlín            | 2–0  | 3–3 | 1–3 | 1–1 | 1–3 | 0–2 | 0–0 | 3–3 | 1–0 | 1–1 | 1–2 | —   | 0–0 | 5–2 | 5–1 | 2–3 | 1–0 | 0–1 |
| 1. FC Kaiserslautern     | 3–0  | 2–0 | 3–2 | 1–0 | 0–2 | 3–0 | 3–2 | 3–2 | 3–0 | 3–1 | 2–2 | 2–2 | —   | 7–0 | 2–1 | 2–0 | 2–3 | 2–1 |
| Karlsruher SC            | 1–1  | 2–2 | 0–4 | 0–0 | 2–0 | 2–0 | 1–1 | 3–1 | 1–0 | 2–1 | 1–2 | 1–1 | 1–1 | —   | 2–1 | 2–2 | 1–2 | 1–2 |
| 1. FC Núremberg          | 1–1  | 0–1 | 2–3 | 1–1 | 3–2 | 1–0 | 2–1 | 0–0 | 3–0 | 3–1 | 2–2 | 4–2 | 1–1 | 3–1 | —   | 3–2 | 0–5 | 2–0 |
| FC Schalke 04            | 5–0  | 2–0 | 1–2 | 2–0 | 1–2 | 2–4 | 1–4 | 3–3 | 3–2 | 3–3 | 1–2 | 2–0 | 0–0 | 1–0 | 0–1 | —   | 1–3 | 0–2 |
| VfB Stuttgart            | 2–2  | 5–3 | 1–1 | 5–2 | 2–1 | 3–2 | 2–1 | 4–0 | 4–1 | 1–1 | 1–2 | 4–1 | 1–1 | 4–1 | 3–0 | 2–1 | —   | 4–1 |
| Werder Bremen            | 5–1  | 3–1 | 1–0 | 3–2 | 4–2 | 2–0 | 1–1 | 6–0 | 3–0 | 2–2 | 3–2 | 3–1 | 3–0 | 3–0 | 3–2 | 4–0 | 3–2 | —   |

## Promoción
Schalke 04 tuvo que jugar un play-off  de ida y vuelta contra el tercer lugar de la 2. Bundesliga, Bayer Uerdingen, para mantener la categoría. Bayer Uerdingen ganó 4-2 en el global y así ascendió a la Bundesliga.
Bayer Uerdingen 3-1 Schalke 04
Schalke 04 1-1 Bayer Uerdingen

## Goleadores
23 goles
- Rudi Völler (SV Werder Bremen)

21 goles
- Karl Allgöwer (VfB Stuttgart)
- Atli Eðvaldsson (Fortuna Düsseldorf)

20 goles
- Karl-Heinz Rummenigge (FC Bayern Múnich)

18 goles
- Horst Hrubesch (Hamburgo SV)

17 goles
- Manfred Burgsmüller (Borussia Dortmund)
- Dieter Hoeneß (FC Bayern Múnich)

16 goles
- Rüdiger Abramczik (Borussia Dortmund)
- Pierre Littbarski (FC Colonia)

15 goles
- Cha Bum-Kun (Eintracht Frankfurt)